# Prosečnice
Prosečnice (Duits: Kienschlag) is een Tsjechische plaats in de gemeente Krhanice, regio Midden-Bohemen, en maakt deel uit van het district Benešov. Het dorp ligt op zo'n 1,5 kilometer afstand van Krhanice.
Prosečnice telt 143 inwoners (2021).

## Geografie
Het dorp ligt aan de rand van het Hornopožárskýbos. Ten noorden van het dorp ligt de heuvel Grybla en het gelijknamige natuurreservaat. Ten noordwesten van het dorp bevindt zich natuurmonument Vlčí rokle. In de omgeving van Prosečnice bevinden zich verschillende steengroeven, waar graniet wordt gewonnen.

## Geschiedenis
De eerste schriftelijke vermelding van het dorp dateert van 1497.

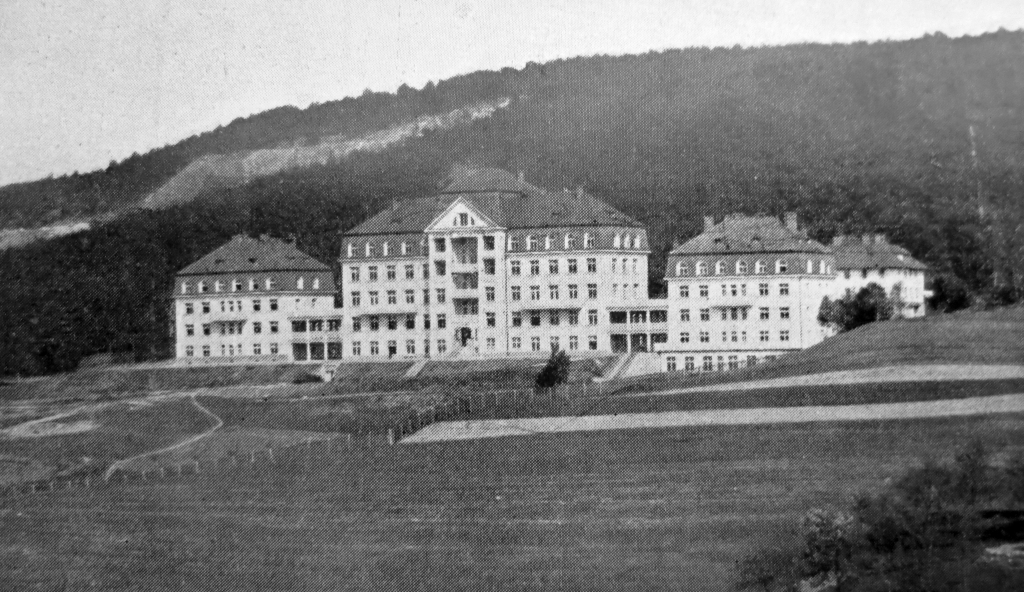
Sanatorium (1922)

In 1922 werd er een sanatorium geopend voor de behandeling van patiënten met tuberculose en andere longklachten. Tijdens de Tweede Wereldoorlog was het hoofdkwartier van de SS-school gevestigd in het sanatorium. Het complex is thans in gebruik als algemeen revalidatiecentrum. 
In 1960 werd Prosečnice, samen met Krhanice, ingedeeld bij het district Benešov.

## Verkeer en vervoer

### Autowegen
Er leidt een regionale weg naar het dorp.

### Spoorlijnen
Station Prosečnice ligt aan spoorlijn 210 Praag - Vrané nad Vltavou - Jílové u Prahy - Týnec nad Sázavou - Čerčany. Het vervoer op de lijn begon in 1897.

### Buslijnen
Er is één bushalte in het dorp:
| Halte                | Lijn(en) | Traject(en)                                           | Vervoerder(s)            |
| -------------------- | -------- | ----------------------------------------------------- | ------------------------ |
| Krhanice, Prosečnice | 332 752  | Neveklov - Praag-Budějovická Benešov - Jílové u Prahy | CŠAD Benešov ARRIVA CITY |

## Galerij

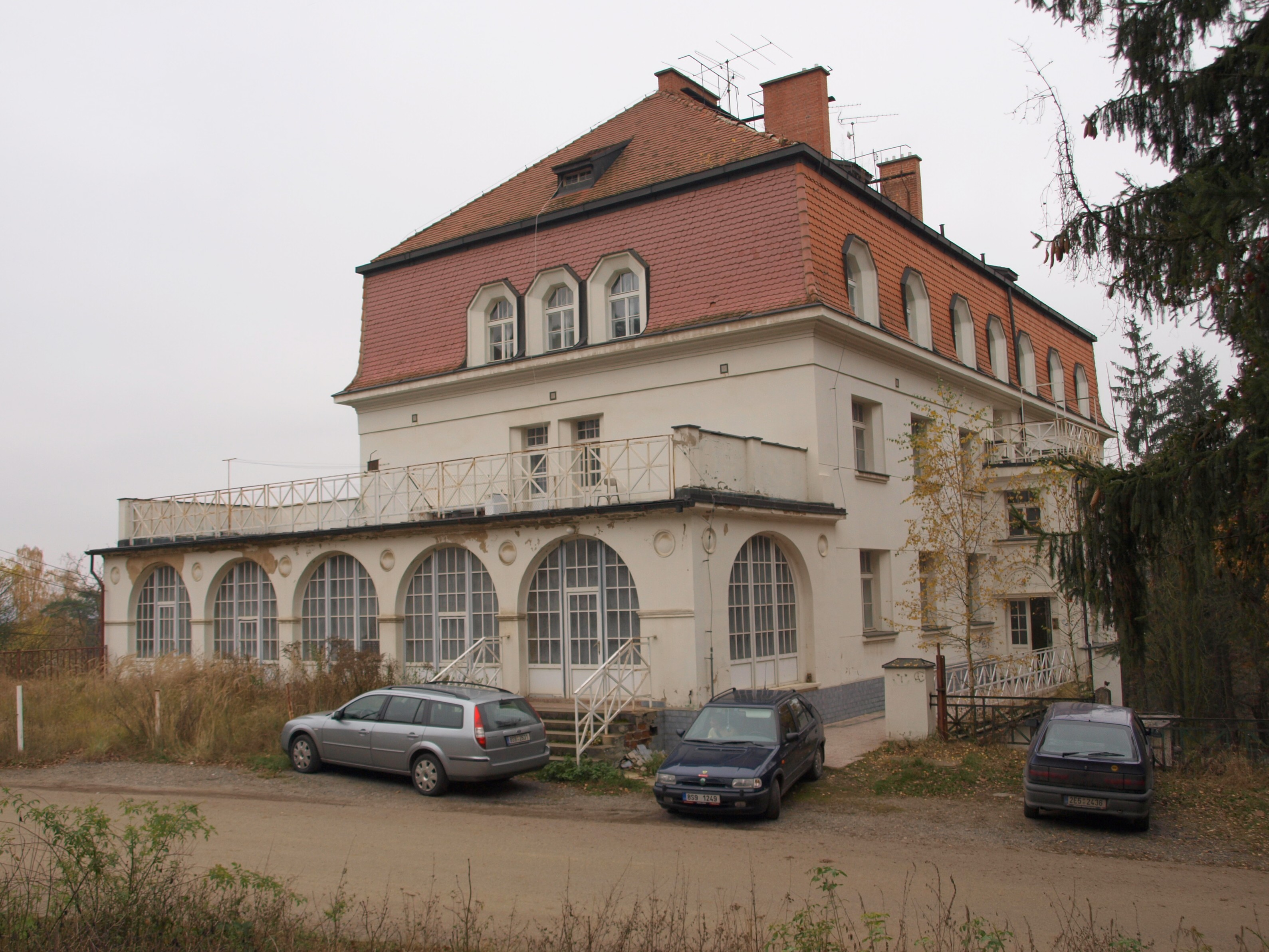
Deel van voormalig sanatorium - thans revalidatiecentrum (2009)
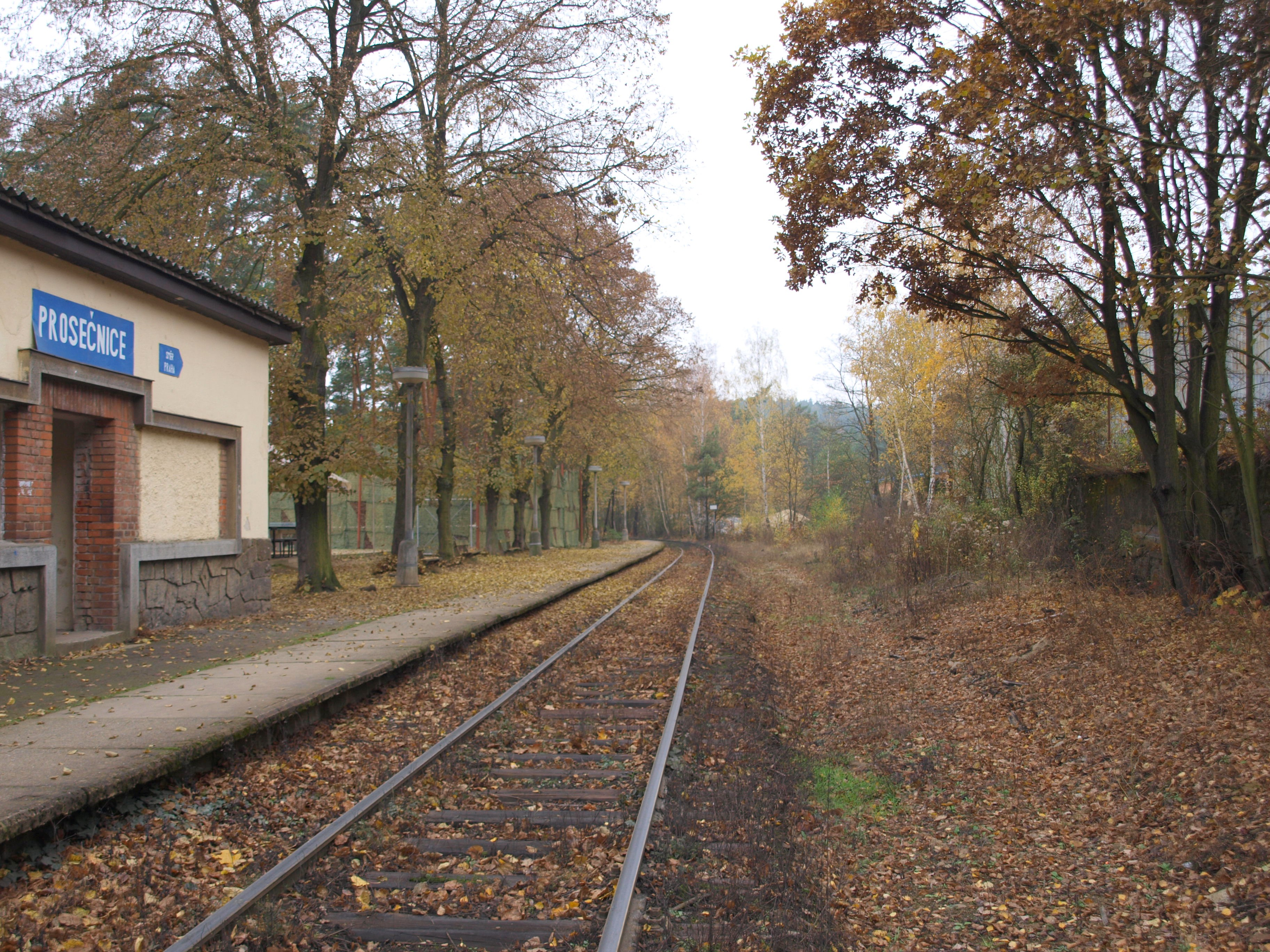
Station Prosečnice (2009)